# すかがわFM
すかがわFM（すかがわエフエム）は、福島県須賀川市の一部地域を放送対象地域として、「ウルトラFM」の愛称でコミュニティ放送を行う特定地上基幹放送事業者である、株式会社こぷろ須賀川に交付された特定地上基幹放送局の呼出名称である。

## 概要
2019年（平成31年）開局。福島県で7番目のコミュニティ放送局である。
愛称の「ウルトラFM」は須賀川市がウルトラシリーズを制作する円谷プロダクション創業者の円谷英二の出身地であること、市民が愛着を持ちやすいということで決定した。
須賀川市が放送局を整備し、こぷろ須賀川が免許人となって運用する公設民営方式で運営される。
こぷろ須賀川は須賀川市と須賀川商工会議所、地元企業の出資により設立された第三セクターで、須賀川市街地での創業支援や情報発信などを行う「まちづくり会社」である。
出資比率から須賀川市がマスメディア集中排除原則にいう支配関係にある。
登記上の本社は須賀川市東町の須賀川商工会議所にある。 事実上の本社である事務所は、2019年の開局直後に中町の旧地域交流館ボタンに移転、その後2021年（令和3年）に中町の旧金美堂に移転。
演奏所（スタジオ）・送信所は須賀川市民交流センター「tette」にある。tetteの開業と同日に開局し、特定地上基幹放送局の呼出符号はJOZZ2BQ-FM、周波数86.8MHz、空中線電力20Wで放送区域は須賀川市の一部地域。
インターネット配信はJCBAインターネットサイマルラジオによる。
須賀川市は2011年（平成23年）の東日本大震災の際に臨時災害放送局「すかがわさいがいエフエム（呼出符号JOYZ2AD-FM、周波数80.7MHz、空中線電力30W）」を開設していた。直接の前身ではないが、これに携わった人の中には、当局のパーソナリティとして採用された人もいる。また、須賀川市とは「災害時における放送要請及び緊急放送等に関する協定」を締結している。

## 沿革
- 2011年（平成23年）
  - 4月7日 - すかがわさいがいエフエム開局[5]。
  - 8月7日 - すかがわさいがいエフエム廃局[7]。
- 2013年（平成25年）5月2日 - 株式会社こぷろ須賀川設立[8]。
- 2018年（平成30年）
  - 1月11日 - 須賀川市は須賀川市民交流センターtette[9]の開業と同日に開局すると表明、あわせてロゴマークを発表[2]。
  - 10月5日 - 特定地上基幹放送局の予備免許取得[4]。
  - 11月12日 - 須賀川市と「災害時における放送要請及び緊急放送等に関する協定」を締結[10]。
- 2019年（平成31年）
  - 1月8日 - 特定地上基幹放送局の免許取得[11]。
  - 1月11日 - 開局[11]。11時より放送開始[12]、JCBAインターネットサイマルラジオによるインターネット配信も開始。1月13日まで特別番組を放送[13]。
  - 1月24日 - 事務所を旧地域交流館ボタンに移転[14]。
- 2021年（令和3年）4月15日 - 事務所を中町の旧金美堂に移転[15][16]。

## 番組
朝・昼・夕各2時間の生放送番組と、市政情報、朗読番組を自社制作しており、これら以外の時間帯はミュージックバードを放送する。

### 自主・自局制作番組
- サンライズすかがわ【生放送】（月曜 - 金曜 7:00 - 9:00）
- THE DAY TIME【生放送】（月曜 - 金曜 11:00 - 13:00）
- サンセットRADIO【生放送】（月曜 - 金曜 17:00 - 19:00）
- 声の広報すかがわ（月曜 - 金曜 5:00 - 6:00）
- ふくしまラジオdeコミュニティ（月曜 - 金曜 9:00 - 9:15）
- おはなしのおくりもの「朗読の部屋」（月曜 - 金曜 9:15 - 9:30）
- きよ子ばあばの昔話（月曜 - 金曜 13:45 - 14:00、土・日曜 11:40 - 12:00）
- うつくしき童謡（月曜 - 金曜 14:55 - 15:00）
- ボイス　オブ　フクシマ（月曜 14:40 - 14:35）
- 放課後 Earth High School!（月曜 19:00 - 19:30）
- 時は来た!プロレスはBUNKAだ!（月曜 19:30 - 20:00）
- 政国燦多朗 スコやかMystety（月曜 20:00 - 20:30）
- T.T.スズーキーのSUKAGAWAナイト!（月曜 21:00 - 21:30）
- 粋成浩児のGO!GO!6575（月曜 21:30 - 22:00）
- すかがわトーク番組「ジモトーク」（火曜 19:00 - 20:00）
- セルクル「さわやかlife」（水曜 13:00 - 13:30）※土曜 13:30 - 14:00
- 新とjackの言わなきゃソンソン（第2水曜 15:00 - 16:00）※毎週第4週：再放送
- ケンちゃんのレトロマニア探偵局（水曜 19:00 - 20:00）
- 川田金太郎のウルトラがまだせ！ラジオ（水曜 21:00 - 21:30）※土曜 10:30 - 11:00に再放送
- atomのまちなかライブアーカイブ（水曜 21:30 - 22:00）
- 須賀川市商工会議所青年部「YEGラジオ」（木曜 13:00 - 13:30）※土曜 16:00 - 16:30に再放送
- ウルトラな青春番組「アオハル」（木曜 19:00 - 19:30）※第2週･第4週再放送、2025年4月放送開始
- 桐陽の放課後ラジオ（木曜 20:00 - 20:30）※第2週･第4週以降再放送
- ゲーム・BGM夜話（木曜 21:00 - 21:30）※ MUSIC BIRD for COMMUNITYにて全国ネット。
- HOP Step Music（木曜 21:30 - 22:00）※日曜 0:00 - 0:30に再放送
- 桐陽の放課後ラジオ　～須賀川桐陽高校生徒によるラジオ番組～（木曜 22:00 - 23:00）※第2週以降は再放送
- うつみね福祉会present　三浦医師の病院ラジオ（金曜 10:00 - 10:10）
- TMR presents　〇〇な話（金曜 19:00 - 19:30）
- 音楽図鑑III（金曜 20:00 - 21:00）※月曜 22:00 - 23:00に再放送
- Dream Zoneの今日も”おけまる”（金曜 22:00 - 22:30）2020年4月放送開始
- NePPAの熱い想いの風をあなたに！（金曜 22:30 - 22:45）2025年4月放送開始
- 平野翔太 6畳一間のロックンロール（金曜 22:45 - 23:00）2025年4月放送開始
- サウナBANBAN（土曜 11:00 - 11:30）
- 瑞穂不動産present　スカガワバカーナ（土曜 21:00 - 22:00）
- 音楽プロデューサーNORIOの音楽って?!（土曜 22:00 - 22:30）
- 塩原恒夫のウルトラ･ナイス･イーン!（土曜 22:30 - 23:00）
- フリージャズはよみがえるか（土曜 23:00 - 0:00）※第2週･第4週以降再放送

### 他社制作
- 政国燦多朗 スコやかEmpathy（月曜 20:00 - 20:30） - コミュニティシェアFM制作
- みすゞさんと明るいほうへ（月曜 20:30 - 21:00） - しゅうなんFM制作
- 人見欣幸の音楽三昧（火曜 21:00 - 22:00） - FMブルー湘南制作
- サンドウィッチマンのラジオやらせろ!（木曜 19:30 - 20:00）※日曜 0:30 - 1:00に再放送
- インザウインドのラジオさすけね（木曜 20:00 - 20:30） - FMモットコム制作
- サロン・ド・美智子～ようこそふくしまの空へ～（金曜 19:00 - 20:00） - FMモットコム制作
- infix 長友仍世のくるナイ（金曜 21:00 - 22:00）